# Stropodach

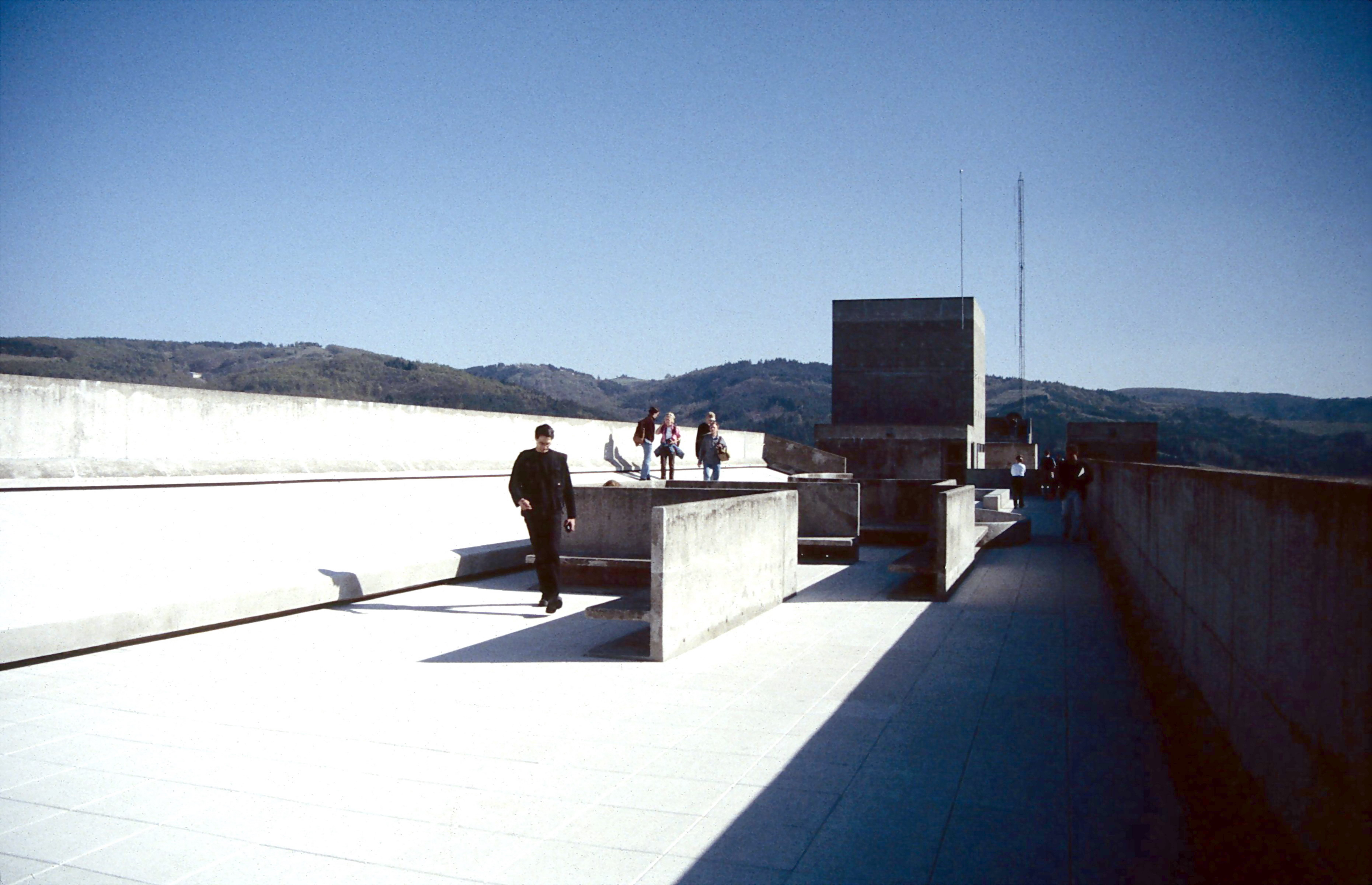
Le Corbusier zbudował w Firminy modernistyczny blok mieszkalny Unité d’habitation, 1967. Budynek został wyposażony w stropodach czyli taras dachowy do rekreacji mieszkańców.

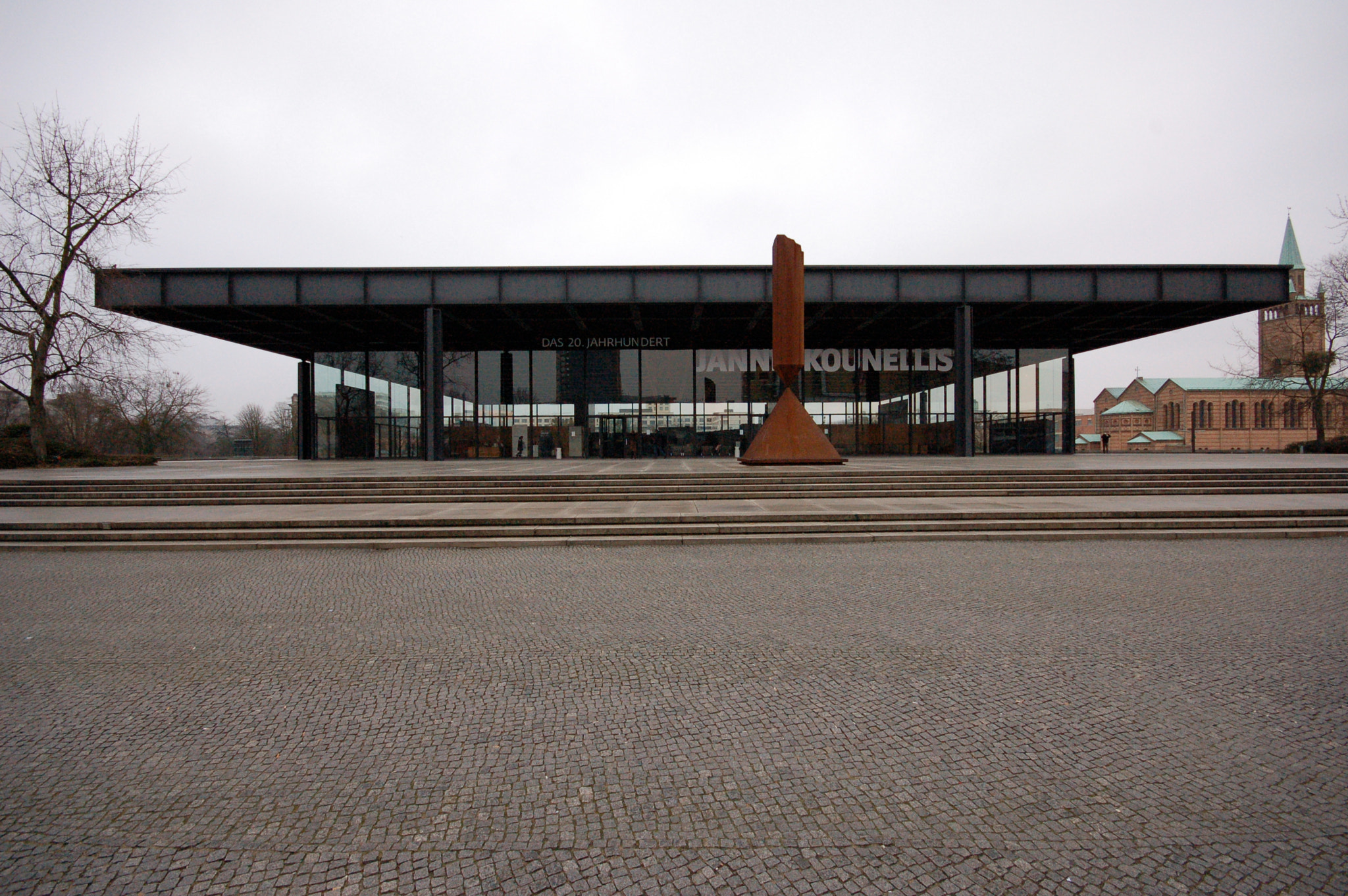
Nowa Galeria Narodowa w Berlinie, arch. Ludwig Mies van der Rohe, 1968. Stropodach unosi się w powietrzu nad ziemią na prawie niewidocznych słupach (fr. pilotis), efekt wizualny i funkcjonalny jest osiągnięciem architektury modernizmu.

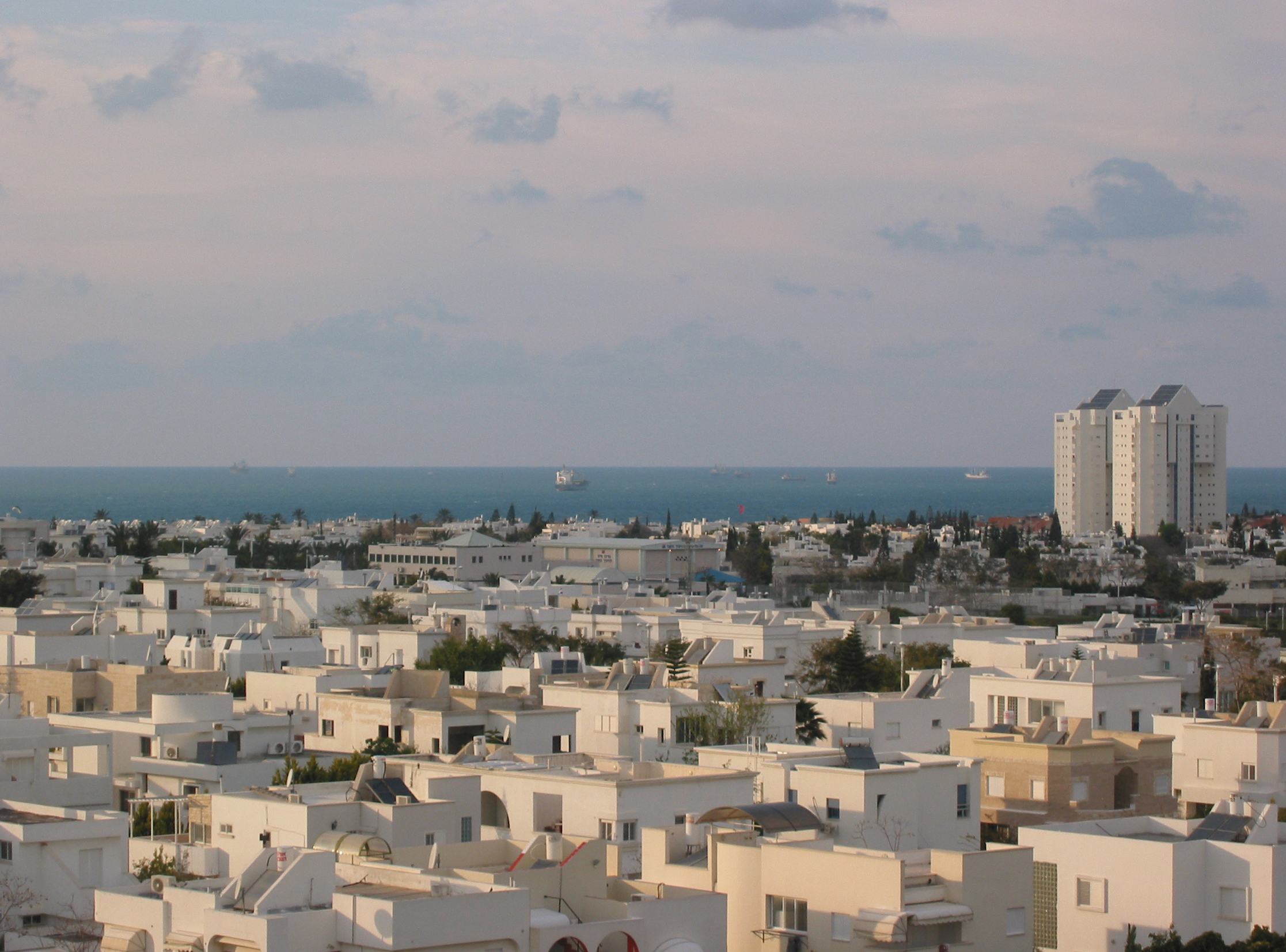
Widok miasta Aszdod – widoczne stropodachy

Stropodach – strop nad ostatnią kondygnacją budynku, który spełnia jednocześnie rolę dachu; jest to dach płaski. Cechą charakterystyczną takiego rozwiązania jest brak poddasza. Ze względów konstrukcyjnych i fizycznych (układ warstw) stropodachy dzielimy na:
- stropodachy pełne – stosowane częściej w budownictwie przemysłowym.
- stropodachy wentylowane – uważane za poprawne rozwiązanie dla budownictwa mieszkaniowego

Stropodachy pełne zbudowane są z następujących warstw:
- warstwa konstrukcyjna (strop lub inny element nośny dachu np. trapezowa blacha fałdowa)
- warstwa paroizolacji (nie zawsze stosowana; wykonywana z folii lub papy)
- warstwa termoizolacji (obecnie najczęściej wełna mineralna, celuloza lub rzadziej  styropian)
- warstwa pokrycia dachowego (papa, membrana PCW).

Stropodachy wentylowane zbudowane są z następujących warstw:
- warstwa konstrukcyjna (zazwyczaj strop)
- warstwa paroizolacji (nie zawsze stosowana, wymagana nad pomieszczeniami o dużym nasyceniu powietrza parą wodną, tzw. pomieszczenia mokre; wykonywana z folii lub papy)
- warstwa termoizolacji (obecnie najczęściej wełna mineralna, celuloza lub rzadziej styropian)
- przestrzeń powietrzna wentylowana lub odpowietrzana
- warstwa konstrukcyjna pod pokrycie dachowe (najczęściej żelbetowe płyty korytkowe lub panwiowe wraz z warstwą wyrównującą z zaprawy cementowej lub betonu ułożone na ściankach ażurowych postawionych na najwyższym stropie)
- warstwa pokrycia dachowego (papa).

Do stropodachów zalicza się także tarasy nad pomieszczeniami. Tarasy różnią się od opisanych wyżej stropodachów warstwą nawierzchni, która oprócz izolacji przeciwwodnej musi zapewnić także odporność na uszkodzenia mechaniczne powstające przy użytkowaniu.